# Evocation II – Pantheon
Evocation II – Pantheon — седьмой студийный и второй акустический альбом швейцарской фолк-метал-группы Eluveitie. Релиз состоялся 18 августа 2017 года на лейбле Nuclear Blast. Диск посвящён кельтской мифологии и является продолжением вышедшего в 2009 году Evocation I: The Arcane Dominion. Альбом издан как в цифровом виде, так и на нескольких видах физических носителей: стандартный CD, двойной диджипак и винил.

## История
Работа над альбомом заняла продолжительное время и была сопряжена с рядом трудностей. По словам лидера Eluveitie Кристиана Гланцманна, концепция Evocation II зрела в умах участников группы на протяжении нескольких лет. Запись диска сопровождалась существенными переменами в коллективе. В мае 2016 года из группы ушли барабанщик Мерлин Суттер, вокалистка Анна Мёрфи, игравшая также на колёсной лире, и гитарист Иво Хенци. Обновлённый состав музыкантов был представлен 1 января 2017 года.
Полное название альбома, обложка и дата выхода были опубликованы в июне 2017 года. Тогда же Eluveitie выпустили цифровой сингл «Epona». Клип на эту песню был выпущен на официальном YouTube-канале Nuclear Blast 4 июля.

## Список композиций
| №                   | Название               | Длительность |
| ------------------- | ---------------------- | ------------ |
| 1.                  | «Dvressu»              | 1:23         |
| 2.                  | «Epona»                | 3:47         |
| 3.                  | «Svcellos II (Sequel)» | 1:28         |
| 4.                  | «Nantosvelta»          | 2:45         |
| 5.                  | «Tovtatis»             | 1:05         |
| 6.                  | «Lvgvs»                | 4:16         |
| 7.                  | «Grannos»              | 3:23         |
| 8.                  | «Cernvnnos»            | 2:54         |
| 9.                  | «Catvrix»              | 2:44         |
| 10.                 | «Artio»                | 5:11         |
| 11.                 | «Aventia»              | 3:30         |
| 12.                 | «Ogmios»               | 3:13         |
| 13.                 | «Esvs»                 | 3:48         |
| 14.                 | «Antvmnos»             | 3:43         |
| 15.                 | «Tarvos II (Sequel)»   | 2:43         |
| 16.                 | «Belenos»              | 3:09         |
| 17.                 | «Taranis»              | 2:41         |
| 18.                 | «Nemeton»              | 1:23         |
| Общая длительность: | Общая длительность:    | 53:06        |

## Позиции в чартах
| Страна             | Высшая позиция | И.    |
| ------------------ | -------------- | ----- |
| Австрия            | 18             | [ 8 ] |
| Бельгия (Валлония) | 42             | [ 8 ] |
| Бельгия (Фландрия) | 74             | [ 8 ] |
| Германия           | 11             | [ 8 ] |
| Франция            | 64             | [ 8 ] |
| Швейцария          | 2              | [ 8 ] |

## Участники записи
- Кристиан «Кригель» Гланцманн — вокал, вистл, мандола, волынка, боуран
- Кай Брем — бас-гитара
- Рафаэль Зальцманн — гитара
- Николь Анспергер — скрипка
- Маттео Систи — вистл, волынка, мандола
- Йонас Вольф — гитара
- Ален Акерман — ударные
- Фабьенн Эрни — вокал, кельтская арфа, мандола
- Михалина Малис — колёсная лира